# Politibil
En politibil er et køretøj som er speciel tilpasset for politiets gøremål. Man skelner normalt mellem politibiler, der tydeligt giver sig ud for at være politibiler og civile politibiler. 
Som udgangspunkt kan en hvilken som helst bil være politibil. Til brug for færdselsovervågning har nogle politienheder i andre lande til tider benyttet sig af hurtige sportsvogne. Det italienske politi benytter sig således bl.a. af biler som Lamborghini Gallardo og af forskellige Ferrarier, ligesom det engelske politi bl.a. benytter sig af Mitsubishi EVO  og Jaguar. Langt de fleste politibiler er dog mere almindelige køretøjer. 